# 翼果驼蹄瓣
翼果驼蹄瓣（学名：Zygophyllum pterocarpum）为蒺藜科驼蹄瓣属的植物。分布于中亚、蒙古以及中国大陆的甘肃、内蒙古、新疆等地，生长于海拔500米至1,800米的地区，见于石质山坡、盐化沙土、洪积扇和梭梭林下。

## 变种
- 小翼果驼蹄瓣（学名：Zygophyllum pterocarpum var. microcarpum）为蒺藜科驼蹄瓣属下的一个变种。